# حيزية
حيزيَّة وسْعيِّدْ قصة حب جزائرية بدوية صحراوية، حدثت في النصف الثاني من القرن التاسع عشر في بلدة (سيدي خالد)، التابعة لولاية بِسْكْرَة، بوابة الصحراء الكبرى، في منطقة الزيبان في جنوب شرق الجزائر. وهي تشبه قصص العذريين في التراث العربي القديم، أو قصة روميو وجوليت، وغيرها.

## السرديات
وبما أن لقصة (حيزيَّة)، نواة تاريخية واقعية حقيقية، إلاَّ أن الرواة سَرَدوها بأساليب مختلفة، مما جعل القصَّة تتأرجح بين حدّين: حَدُّ الواقع، وحدّ الأسطورة. وبقيت هذه السرديات، مجرد احتمالات وتوقعات ورغبات. لكنَّ أهم سرديتين لقصة حيزية، هما: سردية محمد بن قيطون، باللهجة الجزائرية 1878م. وسردية عز الدين المناصرة، وهي قصيدة من نوع الشعر التفعيلي الحرّ الحديث، باللغة الفصحى، عام 1986، وعنوانها: (حيزيَّة عاشقة من رذاذ الواحات). وهما سرديتان متناقضتان في شرح أسباب موت حيزيَّة. طبعاً ظلت الذاكرة الجمعية الشعبية الجزائرية، تردد سردية ابن قيطون، ثمَّ انتشرت القصة في البلدان المغاربية، بوساطة بعض المطربين الجزائريين الذين غنوا قصيدة حيزية لإبن قيطون، مثل: عبد الحميد عبابسة، ورابح درياسة، وخليفي أحمد، والبارعمر). لكن شهرة قصة حيزية، عربياً، عالمياً، تعود إلى قصيدة الشاعر المناصرة، لأسباب عديدة. بل استطاعت هذه القصيدة اختراق الوجدان الجماعي الجزائري الحديث نفسه، خصوصاً طلبة وطالبات الجامعات الجزائرية، إضافة إلى قطاع المثقفين.

### سردية محمد بن قيطون، 1878م
ولدت (حيزية بنت أحمد بوعكاز) الذاودية ، عام (1855م) في بلدة (سيدي خالد) من أعمال بسكرة. ويؤكد المؤرخ الجزائري محمد العربي حرز الله، بأن حيزية هي أميرة تنتمي إلى عائلة بوعكاز من فروع عرش الذواودة، وأنَّ بوعكاز هو لقب الأمير علي بن الصخري، الذي أصبح أمير منطقة الزاب عام 1496م، بعد أن كلَّفة الزيّاينون بهذه الإمارة (إمارة العرب). كما يؤكد محمد العربي حرز الله، أن سبب شهرة قصة حيزية يعود إلى عدة عوامل، منها: (جماليات قصيدة محمد بن

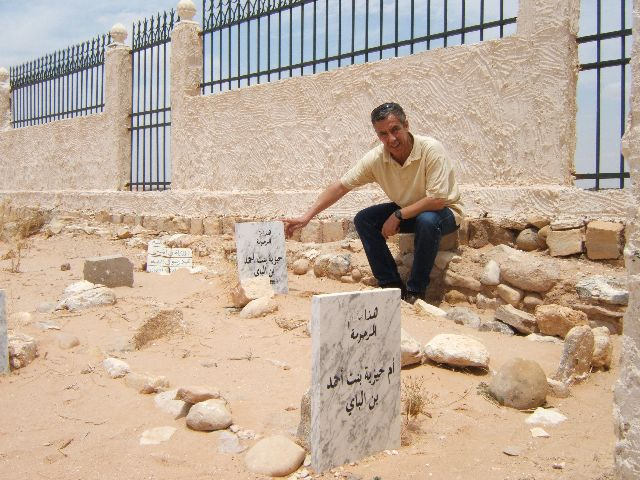
ضريح حيزية في مدينة سيدي خالد

قيطون، وعالمية قصيدة عز الدين المناصرة، ومأساة حيزية الدرامية). ويقول موقع (الجزائر تايمز): «الشاعر المناصرة هو أول من أدخل قصة حيزيَّة في الشعر العربي الحديث منذ (1986). وهو أيضاً أوّل من أشهر (حيزيَّة) خارج الجزائر، عربياً وعالمياً». طبعاً تعتمد الذاكرة الجزائرية على ترداد ما ورد في قصيدة حيزية للشاعر الشعبي اللهجي الجزائري محمد بن قيطون، وهي قصة في قصيدة، كان العائق أمام وصولها إلى خارج الدائرة المغاربية، هو صعوبة كلماتها باللهجة الجزائرية. القصة تقول بأن (حيزية، وابن عمها سْعيّد) تحابا، إلى درجة العشق، ثمَّ تزوجها بعد قصة حب، لكن الموت فرَّق بينهما، حيث مرضت حيزيَّة مرضاً خطيراً، توفيت بعده مباشرة، وذهب العاشق (سْعيد) بعد وفاتها إلى الشاعر الشعبي محمد بن قيطون، وطلب منه أن يرثي (حيزية)، لكي يريح نفسه من الهموم، فكتب محمد بن قيطون قصيدة حيزيَّة باللهجة الجزائرية، سارداً فيها مأساة حيزية وسعيد، فاشتهرت القصة في البادية الجزائرية. وفي رواية أخرى أن حيزية لم تتزوج سعيد، لأن عمه، والدها، منع هذا الحب الصامت، وأنها ماتت قهراً على حبيبها. وتاه العاشق في الصحراء حيث هام على وجهه منعزلاً عن الناس. ويقول الشاعر محمد بن قيطون في نفس النص بأنه كتب القصيدة (1878م)، عام وفاة حيزية.
وهكذا حفظ لنا (ابن قيطون) هذه القصة من الضياع من خلال قصيدته (عزُّوني يا ملاحْ ... في رايس لبْنات ... سكْنَتْ تحت اللحودْ ... ناري مقْديا).

#### شخصيات السردية
هناك ثلاث شخصيات من (سيدي خالد) هي: حيزية، وسْعيّد، والشاعر ابن قيطون. فالشاعر هو الذي سرد القصة في قصيدته: ولد عام (1843)، وتوفي (1907)عاش 64 عاما. أما (حيزية) فقد ولدت عام (1855) وتوفيت (1878)، أي أنها عاشت (23 عاماً فقط).
حسب دراسة نصية لواسيني الأعرج «حيزية لم تفارق الحياة بسبب مرضها، بل تم تسميمها ففارقت الحياة متأثرة بالسم (أي تم التخلص منها)، ولا وجود لرجل اسمه (أسعيد) أحب حيزية، لأنه شخصية وهمية اختلقها الشاعر بن قيطون وتوارى خلفها في قصيدته»

#### نشر السردية
أول من نشر قصيدة ابن قيطون عن (حيزية)، هو (عبد الحميد حجيّات) في (مجلة آمال، عدد 4، نوفمبر، ديسمبر، 1969، الجزائر). أما (السعيد بحري)، عام 2009، فقد نشر النص بعد أن أجرى مقارنة بين نص (حجيّات)، ونص (محمد عيلان)، ونشر النص مشروحاً كملحق لديوان (حيزية عاشقة من رذاذ الواحات ).

### سردية عز الدين المناصرة (1986م)
يؤكد الشاعر الفلسطيني الشهير عز الدين المناصرة أنَّ حيزية أميرة حقيقية من أميرات منطقة الزاب، وأن اسمها الحقيقي هو حيزية بنت أحمد بوعكّاز من قبيلة (الذواودة) المتفرعة من قبيلة بني هلال. وينفي الشاعر المناصرة أن تكون (حيزيَّة) ابنةً لأحمد بأي، لأن أحمد بأي بطل المقاومة ضد الاحتلال الفرنسي، توفي مسموماً عام 1850م، أي قبل ميلاد حيزية بخمس سنوات.  كذلك يتوقع الشاعر المناصرة، مفاجأة أخرى، وهي أن يكون الشاعر محمد بن قيطون هو العاشق الحقيقي لحيزية، وليس سْعيّد لأن فارق العمر ليس فارقاً مستحيلاً، فهو من مواليد 1843، وهي من مواليد 1855م، وقيل أيضاً 1852. وإنما أراد ابن قيطون أن يروّج للحكاية للتغطية على أسباب عشائرية!!.
دخل (الشاعر المناصرة) في قصيدته (حيزية عاشقة من رذاذ الواحات) في مبارزة شعرية وسردية مع سردية ابن قيطون (عزّوني يا ملاح). وكان من نتيجة هذه المبارزة ولادة سردية جديدة، ما دامت سردية ابن قيطون لم تحسم الأمر. (سردية المناصرة)، هي سردية التحدّي والمقاومة، حيث طرحت احتمالات متنوعة منحت النص صبغة التعددية. بل تكاد سردية المناصرة تشي بسردية أخرى مختفية، وكأنها جرح قديم في روحه المعذبة القلقة المقاومة، ولا غرابة، فهو (شاعر مقاومة عالمي)، وصفه الروائي الجزائري الراحل (الطاهر وطار (2004)) بأنه «أحد عمالقة الشعر العربي الحديث»، وأنه «إنسان نبيل عظيم»، وأنه «عاش في الجزائر (1983 - 1991)، وأحبَّها بشرف النبيل، فأحبَّته بهيبة الكبير». هو أيضاً صاحب قصائد ترددها ملايين العرب، مثل: جفرا، وبالأخضر كفّناه، يتوهج كنعان، يا عنب الخليل، لا أثق بطائر الوقواق، حصار قرطاج ... الخ. وهكذا كانت قصيدة (المناصرة)، قراءة جديدة لقراءة قديمة، وهي تناصٌ يتفوق على التناص، لأنها تخلق عالماً جديداً (حيزية أخرى)، بأساليب جديدة.
-عام 1986، زار الشاعر المناصرة، مدينة بسكرة للمشاركة في مهرجان محمد العيد آل خليفة الشعري كعادته في كل عام. لكنه هذه المرَّة طلب من أصدقائه الجزائريين أن يوصلوه إلى بلدة سيدي خالد لزيارة قبر حيزيَّة. وبالفعل قرأ الفاتحة أمام قبرها، وأدلى بملاحظة حول ضرورة ترميم القبر. وغادر إلى قسنطينة، حيث يعيش. قيل إنه بكى عند قبر حيزية لأنه عندما زار القبر، تذكَّر حبيبته جفرا، التي اغتالتها نيران طائرة إسرائيلية في بيروت عام 1976. بعد أسبوع تقريباً، فوجئ القراء بقصيدته المذهلة منشورة في الصحف الجزائرية. والمفاجأة أنها بعنوان: «حيزية عاشقة من رذاذ الواحات». ثم قرأها لأول مرة في المسرح الجهوي في قسنطينة عام 1986.
- بالنسبة للشاعر المناصرة، نشأ (سْعيّد بن الصغير)، في منزل عمّه يتيماً، وتربى مع (حيزيَّة) منذ الطفولة، لكن عندما كبرا، تعمق العشق بينهما، فاضُطر عمُّه إلى عزل (سْعيّد) في خيمة بعيدة، خوفاً من كلام الناس، لكن (سْعيّد، حيزيَّة)، كانا يلتقيان سرّاً في غابة النخيل، يتناجيان، ويبحثان عن حلّ لمشكلتهما. وظل هذا العشق يزداد نيراناً بين الطرفين، وحاول والدها تزويجها بأشخاص من فرسان القبيلة، لكن حيزية رفضت ذلك. ذات مَّرة تسللت (حيزيَّة) في الغسق، راكبة فرسها، بعد أن تلثمت، واتجهت باتجاه غابة النخيل، وعندما رآها (سْعيّد) مقبلة ملثمة، لم يعرفها، وظنَّ أن الفارس الملثم هو (عدّو)، يراقبهما، فأطلق النار عليها خطأ، فقتلها. إذن هي أشبه بقصة ديك الجن الحمصي.
أصيب سعيد بحالة ندم بعد دفنها في مقبرة سيدي خالد. وهام على وجهه في الصحراء، حتى ذهب إلى ابن قيطون، ولكي يريحه نفسياً، كتب القصيدة في رثاء حيزية. ويتوجس الشاعر المناصرة بأن سْعيد لا وجود له وأنه من اختراع ابن قيطون، وأن العاشق ربما يكون ابن قيطون نفسه. لكن المناصرة يصف قصيدته بأنها: (رعوية)، وأن حيزية كانت تتنقل مع أهلها من سيدي خالد إلى بازر  (العلمة). لم تمت حيزية عز الدين المناصرة كما تقول قصيدته، لكنه قتلها في النص، وأبعدها في الواقع إلى (باريس) حيث اختفت إلى الأبد في سرديته الشعرية. أما النص فيقول إنها تحوَّلت إلى إيقونة في الصحراء الجزائرية، وقبرها علامة.